# Pachira glabra
Pachira glabra (sin. Bombacopsis glabra), conhecida popularmente como Castanha do Maranhão, Cacau do Maranhão, Castanha da Praia, Mamorana, Cacau Selvagem, Amendoim de Árvore, é uma planta da família Malvaceae, também identificada como da família Bombacaceae. É uma árvore de regiões tropicais úmidas, nativa do leste do Brasil, onde cresce ao longo de rios e outros cursos de água. Por vezes, ao redor do mundo é confundida com a Pachira aquatica, a castanha do Malabar, que tem aparência bastante semelhante, assim como seus usos culinários e ornamentais.

## Descrição

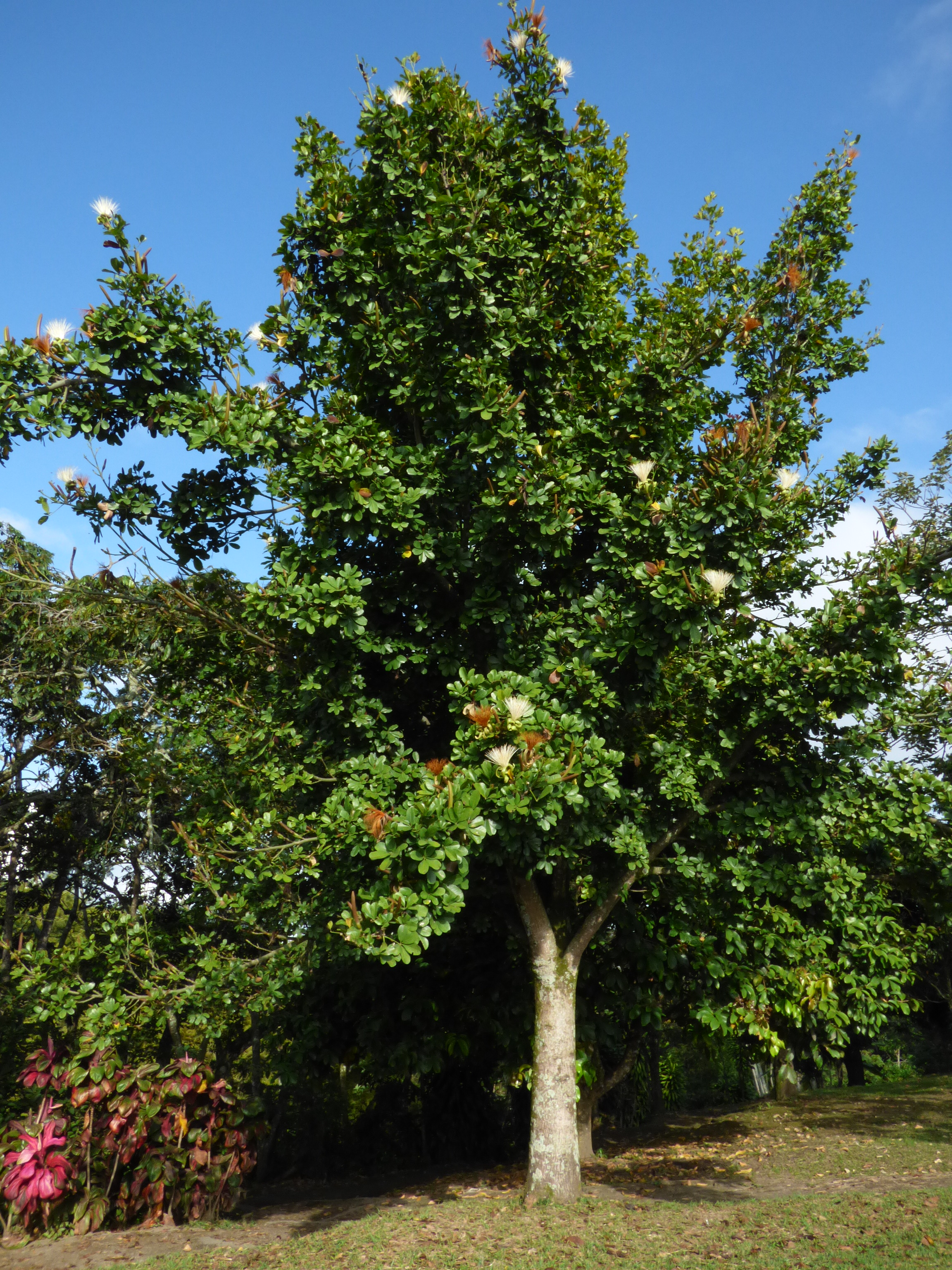
Árvore P. glabra adulta

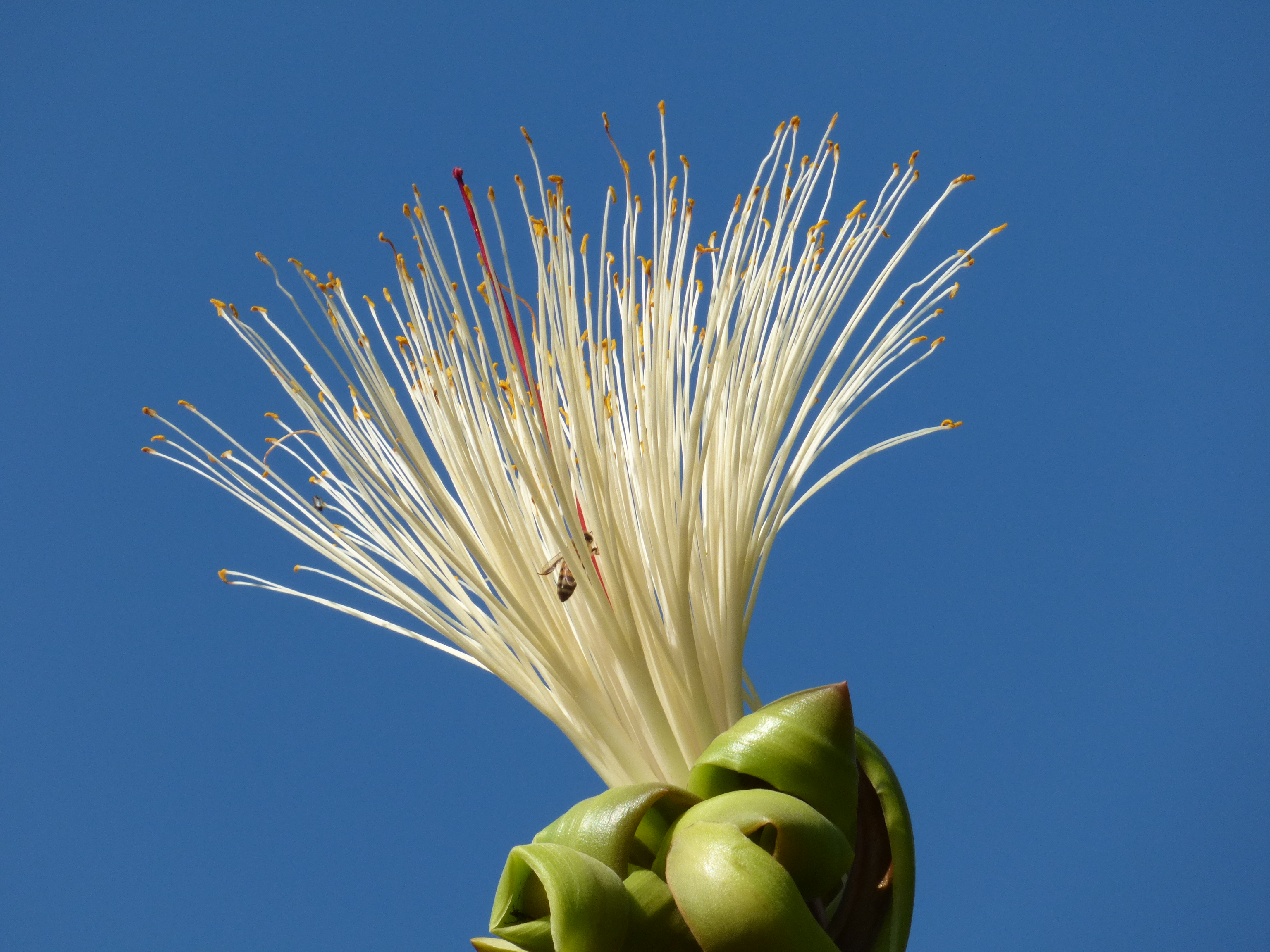
Flor da P. glabra

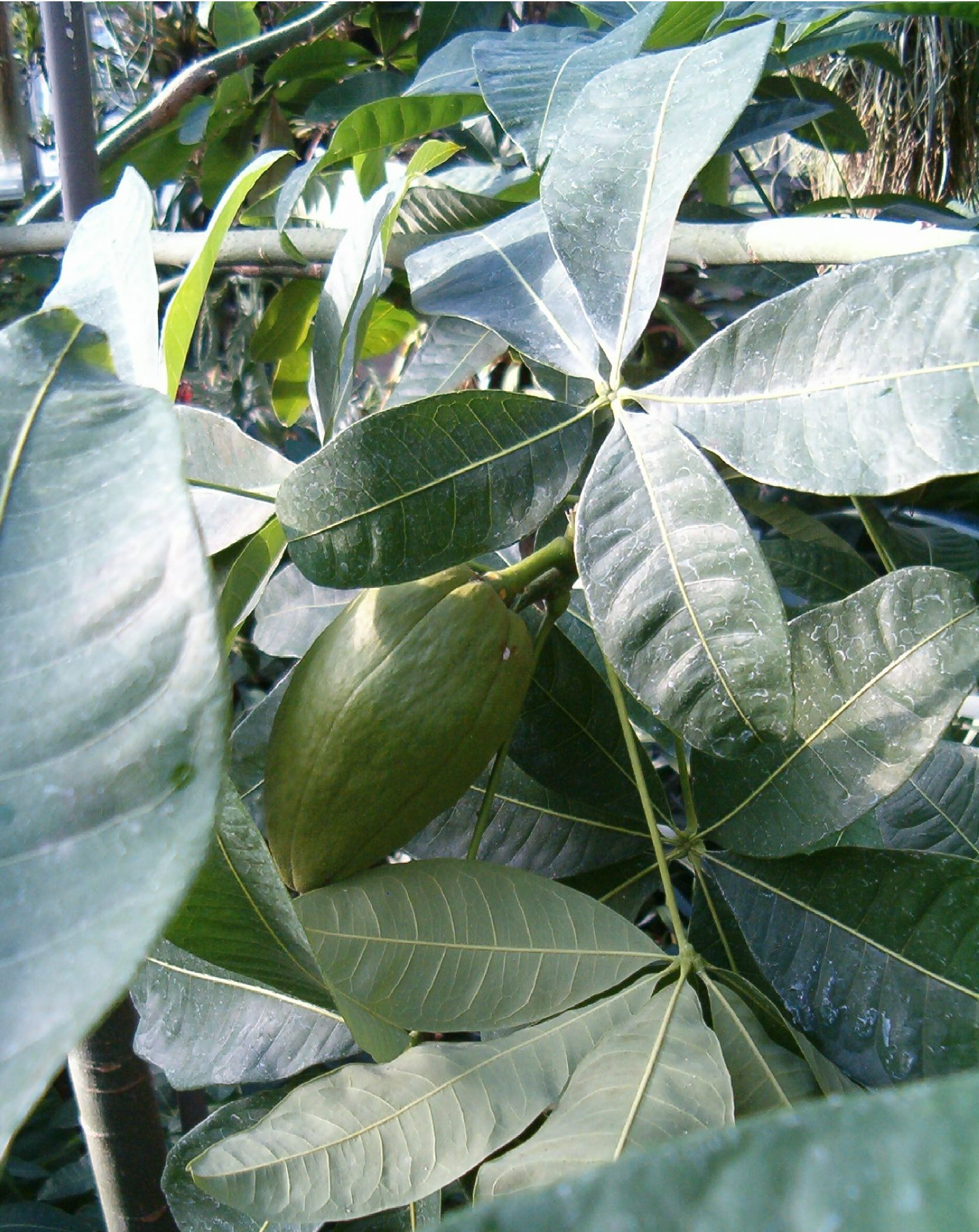
Folhagem e fruto da P. glabra

P. glabra é uma planta perenifólia, heliófila, que atinge até 12 metros de altura, e 30 centímetros de diâmetro.

### Folhas
Suas folhas são compostas por um leque de 5 a 9 folíolos, tendo até 10 centímetros de largura e 27 centímetros de comprimento. Possui casca lisa cinza-esverdeada e os troncos costumam ser grossos na base, mesmo em plantas novas.

### Flores
Suas flores grandes, solitárias, hermafroditas, brancas e perfumadas desabrocham em um longo pedúnculo terminal, abrindo à noite e caindo no meio do dia seguinte. A floração na sua ocorrência nativa acontece em setembro/outubro. Os vetores de polinização são abelhas e outros insetos diversos.

### Fruto
O fruto, de cor verde e liso, ovoide, semilenhoso, com até 30 centímetros, se abre naturalmente. Dentro, há de 10 a 25 sementes, que têm cerca de 2,5 centímetros de diâmetro. Essas sementes, também referenciadas como castanhas, têm cor marrom e são irregularmente arredondadas. A frutificação na sua ocorrência nativa acontece em janeiro/março. A dispersão dos frutos ocorre por autocoria (gravidade).

## Habitat
A árvore é altamente adaptável a vários solos e floresce a pleno sol ou sombra parcial. Além disso, é resistente à seca e à inundações. Sua ocorrência natural é em Alagoas, Maranhão, Mato Grosso do Sul, Pará, Paraná, Pernambuco, Rio de Janeiro e São Paulo.

## Usos

### Alimento
P. glabra é cultivada na África Ocidental e Central como alimento. As sementes são ricas em óleo e contêm 16% de proteína e 40-50% de gordura, podendo ser considerada uma oleaginosa.  As sementes têm gosto semelhante ao do amendoim quando cruas e normalmente são preparadas sendo fervidas ou torradas, ficando com sabor mais próximo ao das castanhas. As sementes torradas, quando moídas, podem ser utilizadas para fazer uma bebida quente. As folhas novas e flores também são comestíveis. O óleo essencial pode ser usado como conservante de alimentos.

### Medicinal
A partir das cascas das raízes de  P. glabra foi isolado um princípio ativo, chamado de p-cumarato de triacontila, capaz de neutralizar os efeitos de peçonhas de jararacas (Bothrops), principalmente inibindo o efeito hemorrágico do veneno, sendo potencialmente uma molécula que pode ser usada como auxiliar no tratamento de envenenamentos ofídico no futuro.
O óleo essencial extraido da P. glabra foi identificado como sendo antimicrobiano. Pode ser usada portanto no tratamento de doenças infecciosas, quando causadas por bactérias patogênicas.

### Planta ornamental
P. glabra, quando jovem, pode ser facilmente cultivada em vasos, sendo resistente a uma variedade de condições, porém não aceitando temperaturas extremas (congelamento, por exemplo).[carece de fontes?]